# Rhamnus ilicifolia
Rhamnus ilicifolia är en brakvedsväxtart som beskrevs av Albert Kellogg. Rhamnus ilicifolia ingår i släktet getaplar, och familjen brakvedsväxter. Inga underarter finns listade i Catalogue of Life.

## Bildgalleri

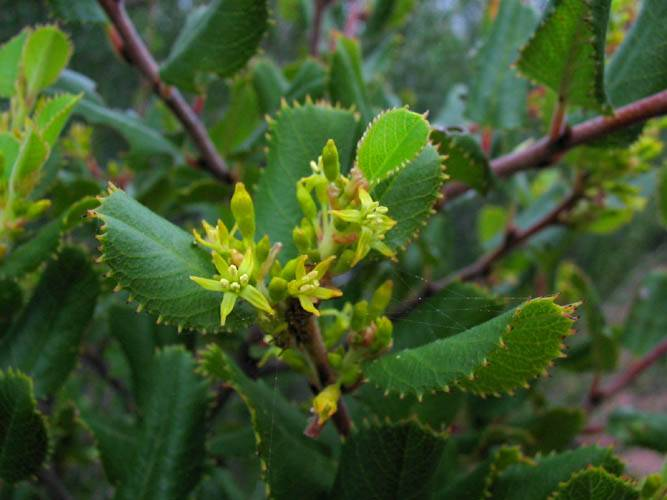
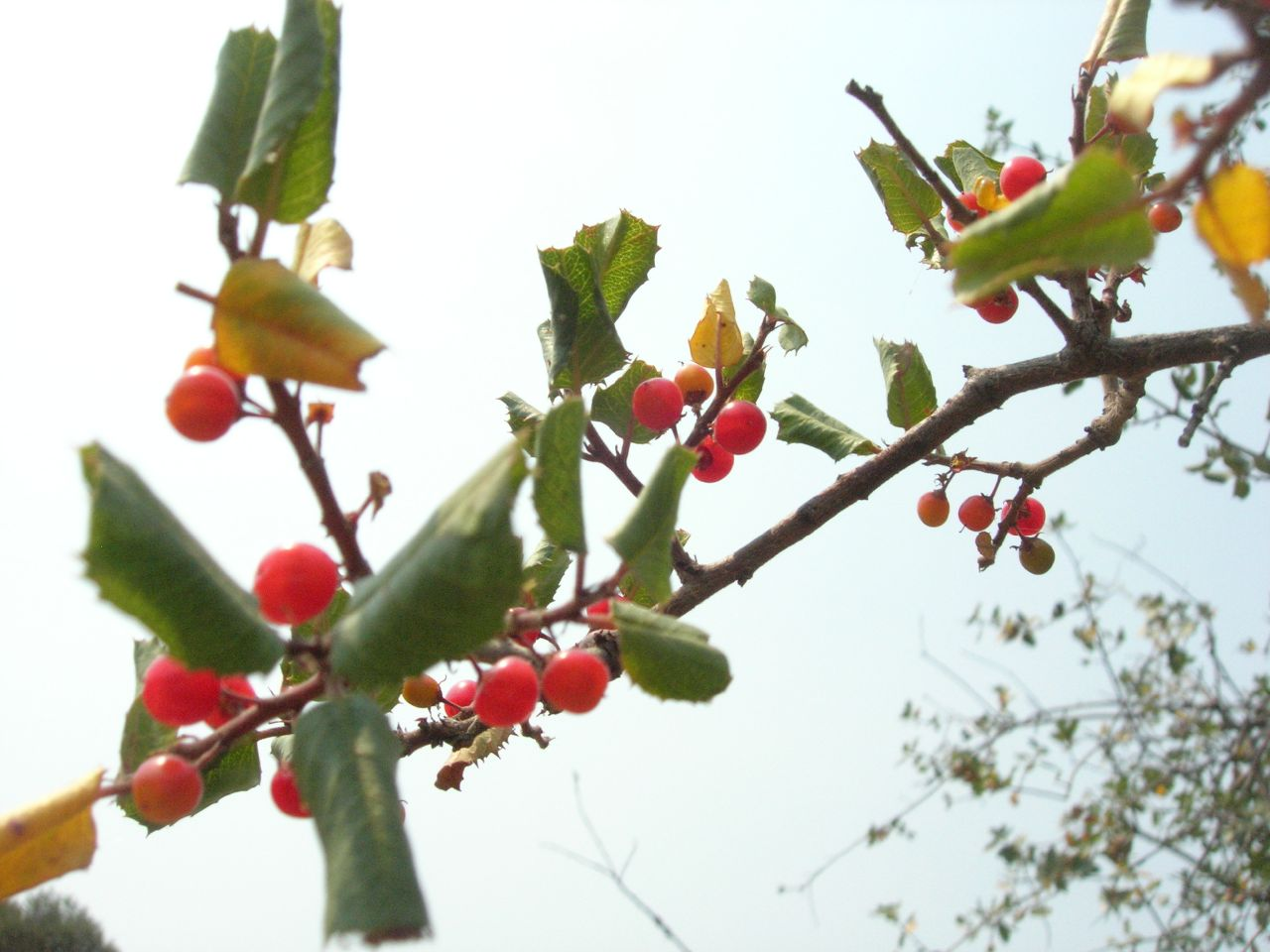